# High-King
High-King (ハイ・キング, Hai-Kingu) es un grupo de idols japonesas de Hello! Project. El grupo fue creado para promocionar el musical Cinderella the Musical (シンデレラ the ミュージカル, Cinderella the Musical). El grupo está compuesto por miembros de otros grupos de Hello! Project.

## Miembros
- Reina Tanaka (Exmiembro de Morning Musume)(Líder)
- Ai Takahashi (Exlíder de Morning Musume)
- Saki Shimizu (capitana de Berryz Kōbō)
- Maimi Yajima (Líder de Cute)
- Yuuka Maeda (Exmiembro de S/mileage)

## Discografía

### Sencillos
| # | Título                                                            | Ranking Mayor | Información del sencillo                                                                    |
| - | ----------------------------------------------------------------- | ------------- | ------------------------------------------------------------------------------------------- |
| 1 | C\C (Cinderella\Complex) (Ｃ＼Ｃ （シンデレラ＼コンプレックス）?) | 6             | - Lanzamiento: 11 de junio de 2008 - Vocalista(s) principal(es): Ai Takahashi, Reina Tanaka |